# Mount Confederation
Mount Confederation är ett berg i Kanada.   Det ligger i provinsen Alberta, i den centrala delen av landet, 3 100 km väster om huvudstaden Ottawa. Toppen på Mount Confederation är 2 969 meter över havet, eller 466 meter över den omgivande terrängen. Bredden vid basen är 2,8 km.
Terrängen runt Mount Confederation är huvudsakligen bergig.Trakten runt Mount Confederation är nära nog obefolkad, med mindre än två invånare per kvadratkilometer.. Det finns inga samhällen i närheten. 
I omgivningarna runt Mount Confederation växer i huvudsak barrskog.